# Coptosperma bernierianum
Coptosperma bernierianum là một loài thực vật có hoa trong họ Thiến thảo. Loài này được (Baill.) De Block mô tả khoa học đầu tiên năm 2007.